# オクトパス・ガーデン
「オクトパス・ガーデン」 (原題 : Octopus's Garden) は、ビートルズの楽曲である。1969年9月に発売された11作目のイギリス盤公式オリジナル・アルバム『アビイ・ロード』に収録された。作詞作曲はリンゴ・スターで、作曲面でジョージ・ハリスンも手伝っている。スターの作品としては「ドント・パス・ミー・バイ」に続く2曲目となり、ビートルズ時代にスターがリード・ボーカルを務めた最後の楽曲となった。

## 背景
「オクトパス・ガーデン」の歌詞の原案は、スターが1968年にサルデーニャ島で休暇を過ごしていた時にピーター・セラーズから聞いた話に由来している。スターはその日の昼食にフィッシュ・アンド・チップスを注文したが、魚の代わりにイカが出された。その時セラーズは、海の底を動き回りら光沢のある石やブリキやビンなどを探して、自分達が暮らす洞窟の前に飾るというタコの習性について話した。
1969年1月より開始されたゲット・バック・セッションに向け、スターは本作と「テイキング・ア・トリップ・トゥ・キャロライナ」、「ピカソ」の3曲のスケッチを提出した。同年1月26日にアップル・スタジオで行われたセッション時に、スターはハリスン、グリン・ジョンズ、ジョージ・マーティンの3人に既に完成していた曲の一部を聴かせた。曲を気に入ったハリスンは、アコースティック・ギターで伴奏しながら、様々な提案をした。このことについて、スターは「ヴァースとサビは問題ないけど、僕は絶対に曲を仕上げられなかった。ジョージが代わりに仕上げてくれたんだ。僕は3つのコードを弾くだけだった。それしか弾けなかったからね。ジョージが経過のコードを入れると、その数が10に増えて、僕は天才のような感じになった」と振り返っている。映画『レット・イット・ビー』にも、この時の模様が収録されており、この最中にスタジオに入ってきたジョン・レノンがドラムを演奏する場面も含まれている。
1969年9月の取材で、「子供にすごく受けるのでは？」という質問に対して、ハリスンは「何人かの大きな子供たちからも、この曲がアルバムで一番のお気に入りと聞いている。つまり、大抵の人達は『ああ、リンゴの曲か』となるんだけど、リンゴがこの曲をやったのは素晴らしいことだと僕は思ってる。すごくカントリー&ウエスタンっぽくって、ハッピーな曲だ」と答えており、「resting our head on the sea bed（海の底を枕代わりにして）」と「We would be warm below the storm（嵐が来たって暖かい）」というフレーズがお気に入りであると語っている。

## レコーディング
「オクトパス・ガーデン」のレコーディングは、1969年4月26日にEMIレコーディング・スタジオのスタジオ2で開始された。8トラック・レコーダーのトラック1にポール・マッカートニーのベース、トラック2にスターのドラム、トラック3にハリスンのリードギター、トラック4にレノンの指弾きによるリズムギター、トラック8にスターのボーカルが録音された。レコーディング初日には歌詞が完成していたが、テイク23では「his little hideaway in a cave（洞窟の中の小さな隠れ家）」と韻を踏むために、「Octopus's garden in his grave（彼の墓の中のタコさんの庭）」と歌われている。同日は32回録音され、最終テイクとなるテイク32が、オーバー・ダビング用のマスターに採用された。
4月29日にスターのリード・ボーカルがダブルトラックになり、マッカートニーのピアノを追加した後に4種類のステレオ・ミックスが作成された。
7月17日にテイク32に対して、コンプレッサーやリミッターの処理が施されたコーラスと、「イエロー・サブマリン」でも聴けるコップの水をストローで泡立てた音が加えられた。
最終段階で8トラック・レコーダーのトラック1にマッカートニーのベース、トラック2にスターのドラム、トラック3に効果音、トラック4にピアノの低音部とこれをなぞったギター、トラック5にタムタムとバッキング・ボーカル、トラック6に追加のバッキング・ボーカルとオーバー・ダビングされたリードギター、トラック7にピアノとリードギター、トラック8にリズムギターが収録された。
本作が完成した後に、試験的に7種類のモノラル・ミックスが作成されたが、いずれも未発表となっている。また、ステレオ・ミックスについても、現存しているのはマスターのみとなっている。

## リリース・評価
「オクトパス・ガーデン」は、1969年9月26日に発売されたオリジナル・アルバム『アビイ・ロード』のA面5曲目に収録され、後にコンピレーション・アルバム『ザ・ビートルズ1967年〜1970年』、『リヴァプールより愛を込めて ザ・ビートルズ・ボックス』にも収録された。楽曲について、オールミュージックのトーマス・ワードは、「カントリー・スタイルで書かれた楽曲で、明白に馬鹿げでいるものの、これは意図的なもので、楽曲には気取らない魅力がある」「リンゴ・スターがこれまで書いた中で最高の曲」と評価している。
1996年に発売された『ザ・ビートルズ・アンソロジー3』には、1969年4月26日に録音されたテイク2が収録された。このテイクは、本作のセッションにおいて初めて完奏したテイクとなっている。
2006年に発売されたアルバム『LOVE』にリミックスされた音源が収録された。同作に収録のものは「グッド・ナイト」のストリングスをバックにしたスターのボーカルから始まり、バックでは「イエロー・サブマリン」の効果音が含まれている。「ラヴリー・リタ」のフィルインが入るとオリジナルのバッキング・トラックに移行する。曲の終盤には、「ヘルター・スケルター」のギターと「サン・キング」の冒頭が加えられている。
2019年に発売された『アビイ・ロード (スーパー・デラックス・エディション)』のCD2には、1969年4月26日に録音されたテイク9が収録された。

## クレジット
※出典
- リンゴ・スター - リード・ボーカル、ドラム、パーカッション、効果音
- ジョン・レノン - リズムギター
- ポール・マッカートニー - ベース、ピアノ、バッキング・ボーカル
- ジョージ・ハリスン - リードギター、バッキング・ボーカル

## カバーやパロディ作品など
サミュエル・E・ライトは、アニメ映画『リトル・マーメイド』で自身が演じたセバスチャンとして本作をカバーしており、1991年に発売された『Party Gras!』に収録された。
オアシスのノエル・ギャラガーは、「ホワットエヴァー」をライブで演奏する際に、曲の最後に「オクトパス・ガーデン」のフレーズを歌うことがある。
コメディグループ・CollegeHumorは、2009年に本作のパロディ曲「Ringo Wants to Sing More」を発表している。
2013年10月24日にイギリスで本作を原作とした絵本『タコくんのおにわ』（Octopus's Garden）が発売され、日本でも2014年12月10日に発売された。絵はベン・コートが手がけた。絵本にはスターによる朗読や未発表のテイクを収録したCDが付属した。